# Praz-sur-Arly
Praz-sur-Arly là một xã trong tỉnh Haute-Savoie thuộc vùng Auvergne-Rhône-Alpes đông nam Pháp.